# Jiří Fleyberk
Jiří Fleyberk (7. srpna 1920 Mladá Boleslav – ???) byl český a československý politik Československé strany socialistické a poúnorový i normalizační poslanec Národního shromáždění ČSR a ČSSR, Sněmovny lidu Federálního shromáždění a České národní rady.

## Biografie
Po únorovém převratu v roce 1948 patřil k frakci tehdejší národně socialistické strany loajální vůči Komunistické straně Československa, která v národně socialistické straně převzala moc a proměnila ji na Československou socialistickou stranu coby spojence komunistického režimu. Po volbách do Národního shromáždění roku 1948 byl zvolen do Národního shromáždění za ČSS ve volebním kraji České Budějovice. Poslanecké křeslo získal až dodatečně v prosinci 1951 jako náhradník poté, co rezignoval poslanec František Kopecký. Mandát získal i ve volbách v roce 1954 (volební obvod České Budějovice) a v parlamentu setrval až do konce funkčního období, tedy do voleb v roce 1960. Opětovně byl zvolen ve volbách v roce 1964 (nyní již jako poslanec Národního shromáždění ČSSR za Jihočeský kraj). V Národním shromáždění zasedal až do konce jeho funkčního období v roce 1968.
K roku 1954 se profesně uvádí jako člen rady KNV a technický úředník KNV.
Během pražského jara jeho politická kariéra dále pokročila. V březnu 1968 se po výměně ve vedoucích postech strany stal novým generálním tajemníkem ČSS. Vedl rozhovory s předúnorovými členy národně socialistické strany ohledně rehabilitací a o jejich možném zapojení do práce ČSS. Jeho kariéru pak nepřerušila ani invaze vojsk Varšavské smlouvy do Československa a začátek normalizace.
Po federalizaci Československa usedl roku 1969 do Sněmovny lidu Federálního shromáždění, kde setrval do konce volebního období, tedy do voleb v roce 1971. Zároveň zasedal od roku 1969 v České národní radě, kde pak setrval po následujících dvacet let a získal své křeslo ve volbách v roce 1971, volbách v roce 1976, volbách v roce 1981 a volbách v roce 1986. Zasedal tu až do roku 1990 a ještě po sametové revoluci se zde podílel na přijímání klíčových zákonů souvisejících s přechodem k pluralitnímu politickému systému.
Jiří Fleyberk je evidován ve svazcích Státní bezpečnosti jako agent pod jménem Jirka.